# Kaple Scrovegniů
Kaple rodiny Scrovegniů (italsky Cappella degli Scrovegni) v Padově (Benátsko, severní Itálie) je známá především cyklem fresek z počátku 14. století, jejichž autorem je Giotto di Bondone (1267–1337). Fresky jsou považovány za jeden z vrcholů jak Giottova, tak celého západního malířství.
Kapli dal postavit Enrico degli Scrovegni, aby odčinil hříchy svého otce, známého lichváře Reginalda degli Scrovegni (Dante Alighieri v Božské komedii jej umisťuje do sedmého kruhu Pekla). 23. března 1305 byla kaple zasvěcena Panně Marii milosrdné.
Giotto dokončil freskovou výzdobu koncem roku 1305 či na počátku následujícího roku. Zatímco vnější fasáda je velmi skromná, nádhera výzdoby je ohromující a ve své době vzbudila dokonce nesouhlas okolních poustevníků. Loď má valenou klenbu a je zakončena presbyteriem s žebrovou klenbou. Stěny jsou hladké, a veškerá výzdoba tak byla na malíři.
Ústředním motivem malířské výzdoby je spasení lidstva – vše směřuje k závěrečné scéně Posledního soudu, která je umístěna na západní stěně nad vchodem do kaple. 36 fresek na bočních stěnách zobrazuje výjevy, které poslednímu soudu předcházely, počínaje scénami ze života rodičů Panny Marie sv. Jáchyma a sv. Anny, samotné Panny Marie a Ježíše Krista až do Zmrtvýchvstání. Ústřední místo na východní oltářové stěně zaujímá Zvěstování. Fresky mají také zajímavé astronomické souvislosti: jako předloha Betlémské hvězdy na vyobrazení Klanění Tří králů zřejmě sloužila Halleyova kometa, pozorovaná roku 1301.
V roce 2021 byla Kaple Scrovegniů zapsána na seznam světového dědictví UNESCO současně s dalšími stavbami v Padově pod společných názvem „Cyklus fresek ze 14. století v Padově“.

## Fotogalerie

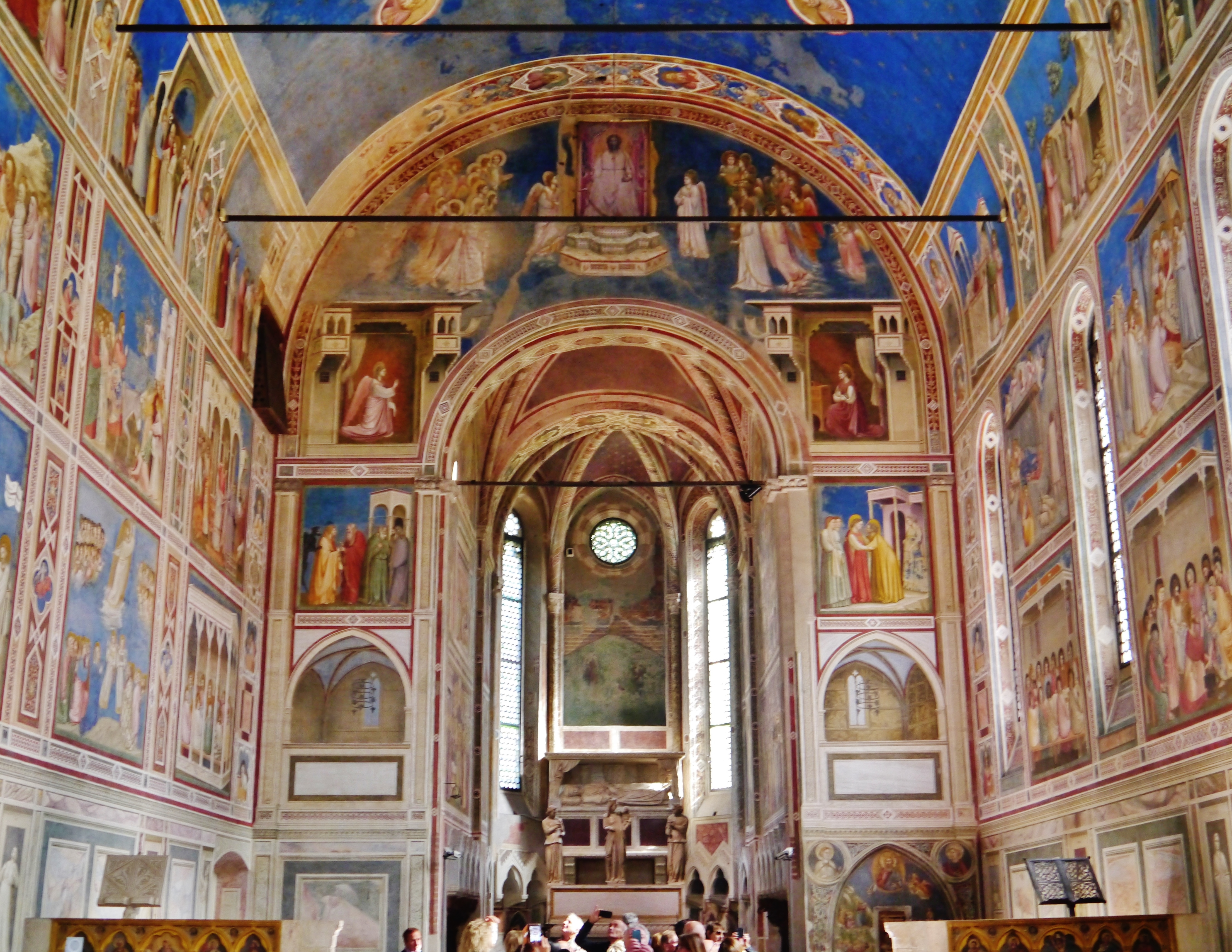
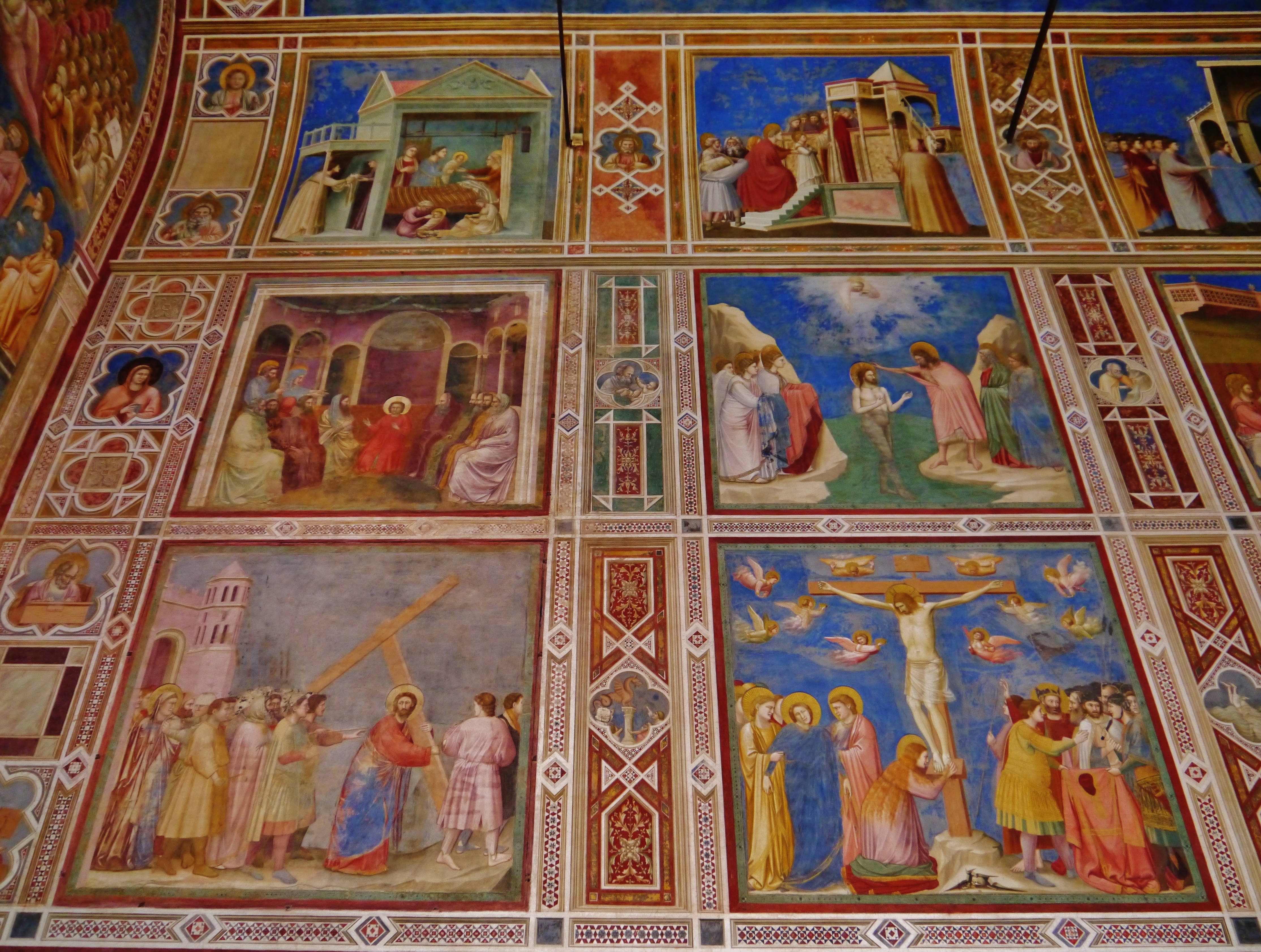
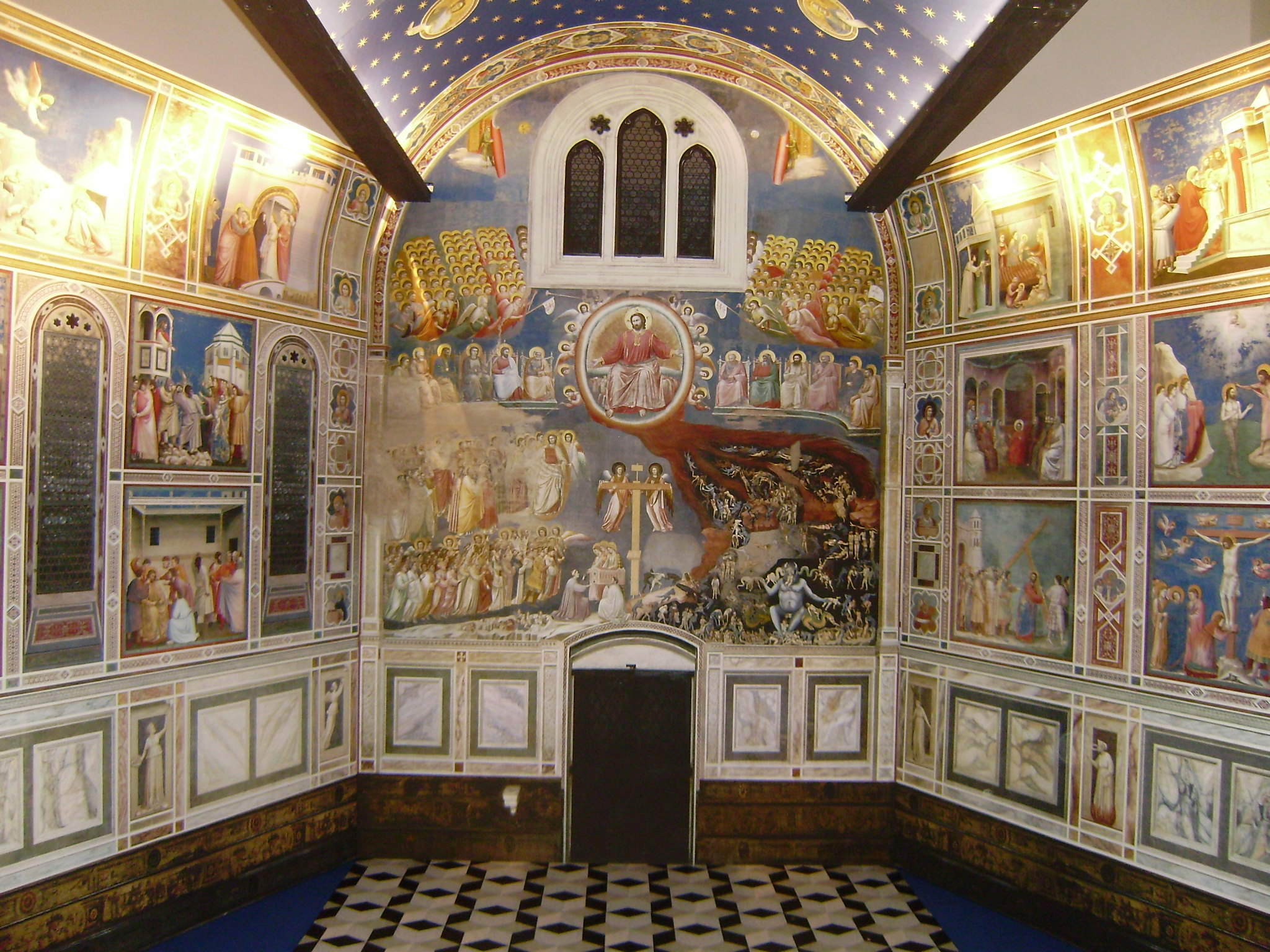